# Лещины (Тверская область)
Лещины — деревня в Сорожском сельском поселении Осташковского района Тверской области.

## Географическое положение
Располагается в 3 км северо-восточнее от села Сорога, 8 в км от Осташкова. Через деревню проходит асфальтированная автодорога Осташков-Сорога-Гринино-Турская, по которой осуществляется автобусное сообщение. В районе деревни дорога повторяет трассу Вышневолоцкого тракта.

## Топонимика
Название деревни связано с растением лещина, которое произрастало здесь в большом количестве. За зарослями лещины на пригорке стояла барская усадьба. И сейчас к железной дороге ведет аллея старых лип. Когда-то деревня славилась плетеными корзинами или «мостинами». В 1848 году упомянуто также альтернативное название деревни Щёкин Конец.

## История
По данным «Списка населённых мест» в 1859 году населённый пункт относился к Покровскому приходу Дубковской волости, там насчитывалось 14 дворов и проживало 132 помещичьих крестьянина. Рядом находилось сельцо в один двор, где проживали 17 помещичьих крестьян. После отмены крепостного права к 1889 году численность населения деревни увеличилась до 203 человек.
В XX веке в период коллективизации в Лещинах был образован колхоз «Красные Лещины», в который вошли 31 хозяйство и 725 га земли. В этот период деревня входила в состав Соржского сельсовета.
В период Великой Отечественной войны с октября 1941 года по январь 1942 года населённый пункт оставался в пределах линии обороны.
В 1950-е годы в результате объединения колхозов «Красные Лещины», «Новый путь» (Сорога, 32 хозяйства), «Искра» (Уницы, Погорелое и Заселье, вместе 32 хозяйства) и «Новый быт» (Залучье, 36 хозяйств) был создан колхоз им. Хрущева. Позже он вошел в состав совхоза «Покровское».
На 1950 год в Лещинах проживало 89 человек, в 1968 году — 58 человек. В течение последующих десятилетий численность населения постепенно уменьшилась, и на 1989 год в деревне проживали 23 человека, насчитывалось 15 хозяйств. В 1998 году в И домохозяйствах проживало 18 человек, в 2002 году — 22 жителя.

## Экономика
В населённом пункте функционируют две пилорамы (КДСП и частная).

## Современное состояние
В деревне насчитывается около 10 деревянных и 3 кирпичных дома, а также 4 новые постройки. Также есть два недостроенных здания. Большинство жителей — пенсионеры, летом в деревню приезжают дачники.

## Природа
В 2 км к северо-востоку от деревни расположена система озер Рясно, Заячье, Межток, Мельничное и Круглое. В них сохранилась уникальная водная растительность, входящая в Красную книгу. Кроме того озера имеют водоохранное значение. Запрещаются стоянки туристов, сбор растений. Рекомендован статус памятников природы.

## Население
| 2008 | 2010 |
| ---- | ---- |
| 13   | ↗14  |